# Gallerie di Piazza Scala
Gallerie di Piazza Scala (ou Gallerie d'Italia - Piazza Scala) é um museu italiano em Milão. Localizado na Piazza della Scala no Brentani Palazzo e no Anguissola Palazzo, abriga 195 obras de arte a partir das coleções de Fondazione Cariplo. Inclui obras desde Canova até Boccioni e Salvatore Garau, com forte representação de pintores do século XX.

## Artistas e Obras

Salvatore Garau, Scultura che lancia-lucciole-segnali di pioggia, 105x105 cm, 1992, inv. n. A.D-07617A-L/IS

Entre os 153 pintores diferentes da coleção Museo della Piazza della Scala, no centro de Milão, estão os pintores mais importantes da história da arte contemporânea italiana.
- Carla Accardi (Trapani 1924)
  - Verderosso, 1963, acrílico sobre tela, 96,7 x 146 cm
- Enrico Baj (Milão 1924 - Vergiate, Varese 2003)
  - Nuclear Landscape, 1951, óleo e esmalte sobre tela colada em masonita, 29 x 52,3 cm
  - Vedeteci quel che vi pare, 1951, óleo e esmalte sobre tela colada em masonita, 69,7 x 99,8 cm
- Giacomo Balla (Turim 1871 - Roma 1958)
  - Ricerca astratta (Due palme alla luce), 1920, óleo e lápis na mesa, 37 x 28 cm
- Alighiero Boetti (Torino 1940 - Roma 1994)
  - Senza titolo, 1966, madeira, corda, parafusos de botão, 99,7 x 99,7 cm
  - AI IEOOEI LGHRBTT, 1975, caneta esferográfica azul em papel intelated, dois elementos, 100 x 70 cm cada
- Agostino Bonalumi (Vimercate, Milão 1935)
  - Rosso, 1964, lona temperada e vinil temperado, 70,5 x 60 x 4,5 cm
- Alberto Burri (Città di Castello, Perugia 1915 - Nice 1995)
  - Sabbia, 1952, técnica mista sobre tela, 90 x 108,5 cm
  - Rosso Nero, 1953, óleo, esmaltes, tela, pedra-pomes, areia de pedra sobre tela, 98,8 x 85,2 cm
- Enrico Castellani (Castelmassa, Rovigo 1930)
  - Superficie bianca (Omaggio all'alba), 1971, acrílico em tela introflexed e extroflexed, 141 x 212 cm
- Sandro Chia (Florence 1946)
  - Ometto quando ti sentirai a tuo agio visto che sei a casa tua, 1976, lápis, óleo e têmpera em papel intelizado, 80 x 80 cm
- Piero Dorazio (Roma 1927 - Perugia 2005)
  - Plasticità, 1949, técnica mista sobre tela, 73 x 60 cm
  - Serpente, 1968, óleo sobre tela, 175 x 350 cm
  - Doric IV, 1971, óleo sobre tela, 199,5 x 61 cm
- Gillo Dorfles (Trieste 1910)
  - Intersezione II, 1956, óleo sobre tela, 55 x 80 cm
- Francesco Filippini (Brescia 1853 – Milano 1895)
  - Prime Nevi, 1963, olio su tela, 115 x 80 cm
- Lucio Fontana (Rosario di Santa Fé 1899 - Comabbio, Varese 1968)
  - Concetto spaziale, 1951 [1949], acrílico sobre papel colado sobre tela, 68 x 70 cm
  - Concetto spaziale, 1952, técnica mista em papel perfurado, manchas prateadas e amarelas sobre fundo azul-cinzento, 34,5 x 49,5 cm
  - Concetto spaziale, 1956, lantejoulas em papel intelizado e perfurado, 58 x 43,5 cm
  - Concetto spaziale. Attese, 1959-1960, tinta de água sobre tela, branca, 64,5 x 42,5 cm
  - Concetto spaziale: la Luna a Venezia, 1961, óleo e vidro sobre tela, 150 x 150 cm
  - Concetto spaziale. Attese, 1964, tinta de água sobre tela, branca, 53 x 64 cm
  - Concetto spaziale. Attese, 1967, tinta de água sobre tela, branca, 81 x 65 cm
  - Concetto spaziale, 1967, metal lacado e perfurado, 110 x 110 x 10,5 cm
  - Concetto spaziale, 1967, metal lacado e cortado, vermelho, 28 x 49 cm
- Salvatore Garau (Santa Giusta, 1953)
  - Scultura che lancia-lucciole-segnali di pioggia, 1992, técnica mista sobre tela, 105 x 105 cm
- Renato Guttuso (Bagheria, Palermo 1912 - Roma 1987)
  - Fichidindia, 1962, óleo sobre tela, 115 x 146 cm
- Piero Manzoni (Soncino, Cremona 1933 - Milão 1963)
  - Achrome, 1958, caulim e pano enrugado, 70 x 100 cm
- Gianni Monnet (Turim 1912 - Milão  1958)
  - Interno, 1947, óleo sobre tela, 50 x 70 cm
- Giuseppe Santomaso (Venezia 1907 - 1990)
  - Ricordo verde, 1953, óleo sobre tela, 120,2 x 150 cm
- Mario Schifano (Homs 1934 - Roma 1998)
  - Ultimo autunno, 1963, técnica mista sobre tela, 179 x 140 cm
  - Futurismo rivisitato, 1966, perspex e mídia mista no papel,100 x 52 cm
- Emilio Vedova (Venezia 1919 - 2006)
  - Spazio inquieto T1, 1957, tempera gorda na lona, 134,5 x 167,9 cm
  - Spagna. Omaggio a Machado, 1959-1960, óleo sobre tela, 129,7 x 57,7 cm